# Friend de semana
«Friend de semana» es una canción grabada por la cantante y actriz mexicana Danna Paola en colaboración con la cantante brasileña Luísa Sonza y la cantante española Aitana. Fue escrita por ambas intérpretes junto a Arthur Marqués, Pedro Malaver, Mango y Nabález y producida por estos dos últimos, la canción fue lanzada el 30 de octubre de 2020 a través de Universal Music como sencillo del recopilatorio extended play de Paola. También apareció en el sexto álbum de estudio de Paola K.O. (2021).

## Antecedentes
El 24 de octubre, los tres artistas comenzaron a dar adelantos de la colaboración en Twitter. El tema fue confirmado oficialmente dos días después.

## Vídeo musical
Debido a las restricciones de viaje internacionales para evitar la propagación del COVID-19, el video musical tuvo que filmarse de forma remota, es decir con todas las artistas en su país de origen. El video musical gira en torno a una escuela secundaria en la que Paola es la directora, Sonza la profesora de educación física y Aitana la profesora de física.

## Posicionamiento en listas
| Lista (2020)               | Mejor posición |
| -------------------------- | -------------- |
| Mexico Airplay (Billboard) | 16             |

## Certificaciones
| País   | Organismo certificador | Certificación | Ventas certificadas | Ref.  |
| ------ | ---------------------- | ------------- | ------------------- | ----- |
| Brasil | Pro-Música Brasil      | Oro           | 30 000              | [ 8 ] |

## Historial de lanzamiento
| País   | Fecha                 | Formato          | Discográfica    | Ref.  |
| ------ | --------------------- | ---------------- | --------------- | ----- |
| Varios | 30 de octubre de 2020 | Descarga digital | Universal Music | [ 9 ] |